# Giff-Wiff
Giff-Wiff est un périodique d'étude et de réédition consacré à la bande dessinée, et principalement au comic strip américain de l'entre-deux-guerres, publié de juillet 1962 (n°1) à mars 1967 (n°23) et dirigé tout au long de son existence par Francis Lacassin.
Publié par le Club des bandes dessinées (devenu CELEG en novembre 1964), c'est la première revue consacrée à la bande dessinée du monde francophone.
À partir du numéro 20 (mai 1966), l'éditeur spécialisé dans la contre-culture Jean-Jacques Pauvert prend en charge sa publication, lui assurant une large diffusion. En septembre, 1966, Giff-Wiff reçoit le prix de la meilleure publication étrangère au second Salon international des bandes dessinées, à Lucques.
Giff-Wiff cesse de paraître lorsque le Celeg se dissout en 1967.
Le titre a connu diverses graphies (Giff ! Wiff !, Giff Wiff !) et a été suivi de différents sous-titres (« Bulletin du Club des bandes dessinées », « Bulletin du Centre d'études des littératures d'expression graphique », « Revue de la bande dessinée »).
Hormis les deux premiers et le dernier numéros au format A4, Giff-Wiff a été publié dans un format à l'italienne (plus large que long).